# Peponocranium orbiculatum
Peponocranium orbiculatum is een spinnensoort in de taxonomische indeling van de hangmatspinnen (Linyphiidae).
Het dier behoort tot het geslacht Peponocranium. De wetenschappelijke naam van de soort werd voor het eerst geldig gepubliceerd in 1882 door Octavius Pickard-Cambridge.